# Heinz Betz
Heinz Betz (* 29. September 1954 in Bad Cannstatt) ist ein deutscher Radsportmanager und ehemaliger Radrennfahrer.

## Sportlicher Werdegang
Als Amateur wurde Heinz Betz zweimal deutscher Meister, in der Mannschaftsverfolgung (1976) und im Zweier-Mannschaftsfahren (1977).
Von 1977 bis 1987 war Betz Profi. Bei den UCI-Bahn-Weltmeisterschaften 1980 in Besançon errang er die Bronzemedaille im Punktefahren. Zweimal – 1982 und 1983 – wurde er bei deutschen Bahnmeisterschaften Dritter im Zweier-Mannschaftsfahren, gemeinsam mit seinem Bruder Werner Betz.
Im Straßenradsport war Betz 1979 bis 1980 Mitglied der Radsportteams Kondor und 1981 von Kotter’s Racing Team, dem auch Dietrich Thurau angehörte. Mit dieser Mannschaft nahm er unter anderem am Giro d’Italia 1980 teil und beendete diese Grand Tour als 88. und Vorletzter.
Nach Ende seiner aktiven Karriere betätigte sich Heinz Betz als Radsportmanager, unter anderem für Stefan Schumacher, und leitet gemeinsam mit Gregor Braun eine „Radsportakademie“ im Schwarzwald.

## Erfolge
1976
- Deutscher Amateur-Meister – Mannschaftsverfolgung (mit Hans Lutz, Roland Weissinger und Henry Rinklin)

1977
- Deutscher Amateur-Meister – Zweier-Mannschaftsfahren (mit Werner Betz)

1980
- Bahnweltmeisterschaft – Punktefahren

## Teams
- 1978 Willora-Mairag-Piz Buin
- 1979 Kondor
- 1980 Kondor
- 1981 Kotter’s Racing Team